# Rhizomys sumatrensis
Rhizomys sumatrensis är en däggdjursart som först beskrevs av Thomas Stamford Raffles 1821.  Rhizomys sumatrensis ingår i släktet egentliga bamburåttor, och familjen råttdjur. Internationella naturvårdsunionen kategoriserar arten globalt som livskraftig. Inga underarter finns listade i Catalogue of Life.
Rhizomys sumatrensis är den största arten i sitt släkte och kallas ofta helt enkelt bamburåtta. De är anpassade till ett grävande levnadssätt men har normala ögon och korta ytteröron. Bamburråttorna mäter 40–50 centimeter från nosen till svansroten och förekommer i Sydostasien från Myanmar och Vietnam till Sumatra. De lever på bambuskott och rötter. I odlade områden äter den även maniok och rörsocker.
Arten har två fortplantningstider den första från februari till april och den andra från augusti till oktober. Dräktigheten varar cirka 22 dagar och sedan föds 3 till 5 ungar. Rhizomys sumatrensis kan leva fyra år.
Denna bamburåtta har en 14,1 till 19,2 cm lång svans och en vikt av 2,15 till 4,0 kg. Svansen saknar hår och den har en rosa spets. Gnagaren har ljusbrun päls på ovansidan som ser ganska grov ut på grund av några långa inblandande täckhår. På bakhuvudet samt på kinderna är pälsen rödbrun och dessutom förekommer en mörk trekantig fläck på hjässan. Vid buken är den bruna pälsen ännu ljusare och tunnare så att huden blir synlig. De kraftiga fötterna är utrustade med långa klor.
Individerna lever i underjordiska bon som kan vara upp till 9 meter långa och upp till 1 meter djupa. Där vilar bamburåttan under dagen.